# Ganggrab von Hulbjerg

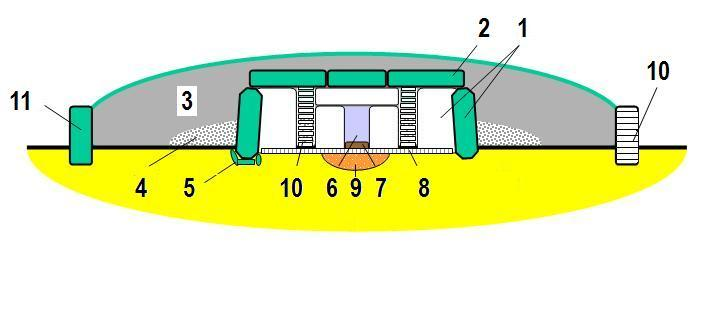
Schema Ganggrab (Querschnitt) 1=Trag-, 2= Deckstein, 3=Erdhügel, 4=Dichtung, 5=Verkeilsteine, 6=Zugang, 7= Schwellenstein. 8=Bodenplatten, 9=Unterbodendepots, 10=Zwischenmauerwerk 11=Randsteine

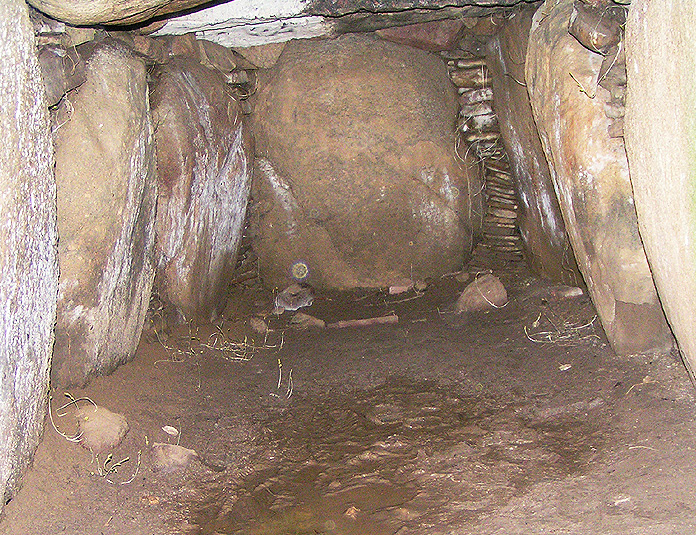
Kammer im Hulbjerg

Das Ganggrab von Hulbjerg befindet sich im Süden der dänischen Insel Langeland auf der 15 m hohen Anhöhe Hulbjerg südlich des Fährhafens Bagenkop 200 m östlich vom Bauernhof Søgård. Das Ganggrab (dänisch Jættestue) wurde etwa 3300 bis 3200 v. Chr. während der Jungsteinzeit errichtet und gehört zu den nordischen Megalithanlagen der Trichterbecherkultur (TBK). Das Ganggrab ist eine Bauform jungsteinzeitlicher Megalithanlagen, die aus einer Kammer und einem baulich abgesetzten, lateralen Gang besteht. Diese Form ist primär in Dänemark, Deutschland und Skandinavien sowie vereinzelt in Frankreich und den Niederlanden zu finden. Neolithische Monumente sind Ausdruck der Kultur und Ideologie neolithischer Gesellschaften. Ihre Entstehung und Funktion gelten als Kennzeichen der sozialen Entwicklung.

## Beschreibung
Die rechteckige Kammer liegt in einem komplett mit Randsteinen eingefassten Rundhügel von etwa 12,5 Meter Durchmesser und 2,5 m Höhe. Umgeben von 56 etwa 1 m hohen Randsteinen, die am Eingang am höchsten und gegenüber am niedrigsten sind. Zwischen den Steinen befindet sich Trockenmauerwerk. Die Kammer misst 6,5 × 1,7 Meter, ist 1,4 bis 1,5 m hoch und wird von 13 Tragsteinen begrenzt. Drei der ursprünglich fünf Decksteine der Kammerdecke sind original und auf der Hügeloberfäche sichtbar. Die restlichen wurden 1961 mittels Granitbalken ergänzt. Der Kammerboden besteht aus Steinplatten. Am Südende der Kammer teilen aufrecht gestellte Platten ein Quartier ab. 
An zwei Stellen des mit 4,65 Metern recht langen und niedrigen, aber für Anlagen dieser Art mit 0,7 bis 0,9 m ungewöhnlich breiten Ganges befinden sich Türrahmen- und Schwellensteine. Am Gangende liegt ein großer, flacher Stein, der wahrscheinlich als äußerer Verschlussstein gedient hat.

## Funde
In dem Quartier und im inneren Teil des Ganges fand man bei der in den frühen 1960er Jahren erfolgten Ausgrabung Keramik, Feuerstein und Bernstein sowie große Knochenhaufen von 36 Erwachsenen und 17 Kindern. Im Gang lag ein Schädel, der Spuren einer Trepanation aufweist. Ein Backenzahn mit einer Bohrung deutet, falls dies nicht post mortem geschehen, auf die älteste bekannte Möglichkeit einer Zahnbehandlung.
Das Großsteingrab liegt auf öffentlichem Areal und ist ganzjährig zugänglich. Die Funde sind im Langelands Museum in Rudkøbing ausgestellt.
Weiter östlich liegt der Runddysse von Lunden. Südlich liegen die Dolmen von Gulstav.